# Erstürmung der Düppeler Schanzen
Missunde • Königshügel • Danewerk • Schlei • Oeversee • Jütland • Vejle • Jasmund • Düppeler Schanzen • Fredericia • Helgoland • Alsen • Lundby • Nordfriesische Inseln
Die Erstürmung der Düppeler Schanzen war die entscheidende Schlacht des Deutsch-Dänischen Krieges. Die Schanzen waren eine dänische Wehranlage bei Düppel (dänisch Dybbøl) in Südjütland. Nach mehrwöchiger Belagerung wurden die zehn Schanzen am 18. April 1864 von den Preußen unter Prinz Friedrich Karl erstürmt.

## Bedeutung
Im Herzogtum Schleswig sicherten die Schanzen den Übergang über den Alsensund nach  Sonderburg auf der strategisch wichtigen Insel Alsen. Nachdem die deutschen Truppen im Februar 1864 die Schlei überquert und damit das Danewerk umgangen hatten, hatte sich der größte Teil der dänischen Armee nach Alsen zurückgezogen; wollten die Angreifer nicht riskieren, dass diese Truppen ihnen in den Rücken fielen, mussten die Düppeler Schanzen genommen werden, ehe man weiter nach Jütland vorstoßen konnte. 
Dass die Preußische Armee den Sturmangriff wagen würde, hielt die dänische Seite allerdings für fast ausgeschlossen. Da er gelang, ist in Deutschland die Bezeichnung Erstürmung der Düppeler Schanzen üblich. In Dänemark spricht man von der Slaget ved Dybbøl, der Schlacht bei Düppel. Nachdem das preußische Düppel-Denkmal 1945 gesprengt worden war, gewann die Dybbøl Banke im 20. Jahrhundert als Gedenkort Dänemarks große Bedeutung, zumal hier die bislang letzte größere Schlacht mit dänischer Beteiligung geschlagen wurde. Das Museum Historiecenter Dybbøl Banke präsentiert seit 1992 das Kriegsgeschehen und die davon beeinflusste dänische Mentalitätsgeschichte. Auch in der Düppeler Mühle wird seit 1995 eine Ausstellung gezeigt.

## Belagerung der Schanzen

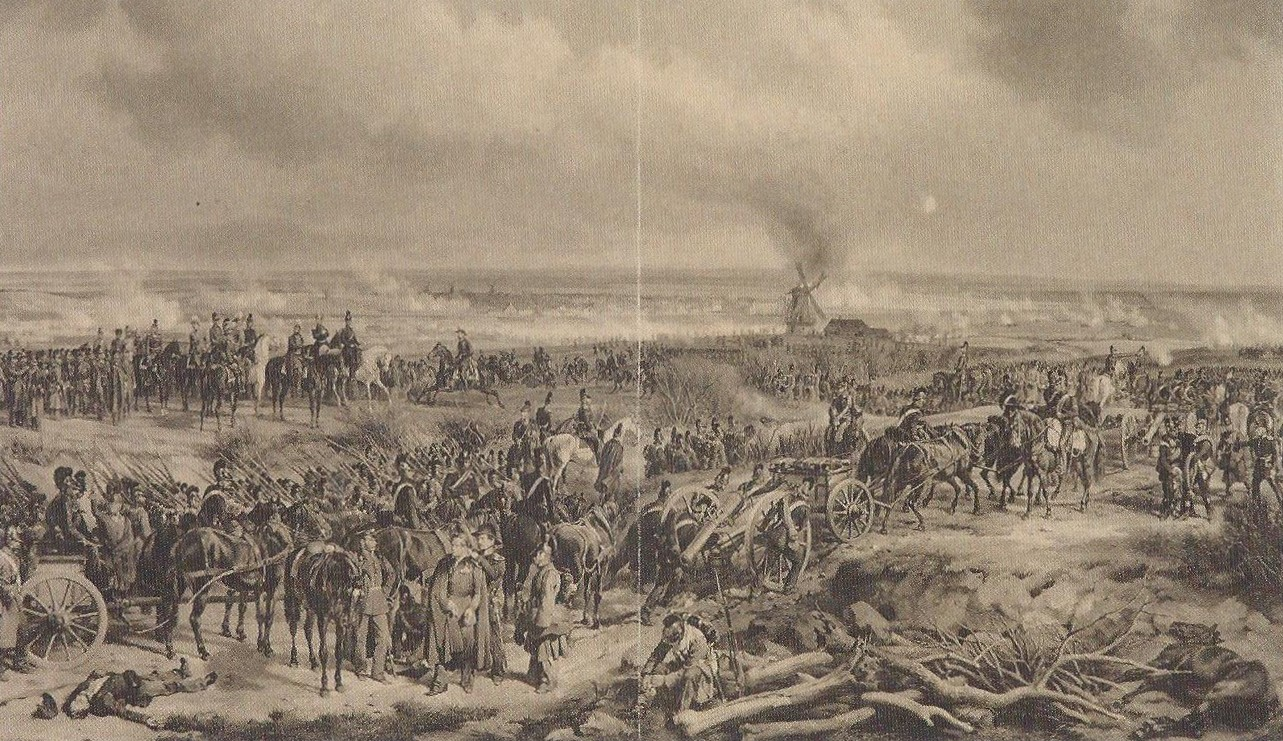
Albrecht Adam: „Die Erstürmung der Düppeler Schanzen 1849“

Bereits 1849, in der Schleswig-Holsteinischen Erhebung, waren die Schanzen am 13. April Schauplatz eines Gefechtes zwischen deutschen und dänischen Truppen gewesen. Niemand kannte sie besser als Franz Geerz, Kartograph und Generalstabsoffizier der preußischen Armee. Ihre strategische Bedeutung hatten sie nicht verloren. Die Anlagen waren daher stark befestigt; allerdings hatte ihr Ausbau 1864 noch nicht den geplanten Endzustand erreicht. Damalige Fehler gehen auch zu Lasten von Streitigkeiten zwischen der dänischen Regierung und dem militärischen Oberkommando; dänischer Kriegsminister war Carl Lundbye (1812–1873). Dänemark setzte 11.000 Mann zur Verteidigung der zehn Schanzen ein, rechnete aber nicht wirklich damit, dass die alliierten Preußen und Österreicher sie frontal angreifen würden.
Im Februar 1864 war die preußische Armee mit ihrer 5. Division nach Holstein einmarschiert und hatte Altona, Neumünster und Kiel besetzt, um die Ostküste des Landes vor dänischen Umgehungsversuchen und möglichen Landungsoperationen zu schützen. Am 15. März wurde vom Oberkommando in Kiel unter General Friedrich von Wrangel der Befehl erteilt, dass die aus dem 8. und 18. Infanterie-Regiment neu zusammengesetzte preußische Brigade unter Generalmajor Eduard von Raven für den Angriff auf Düppel vorgesehen sei und nach Norden marschieren sollte.

### Angriff vom 28. März

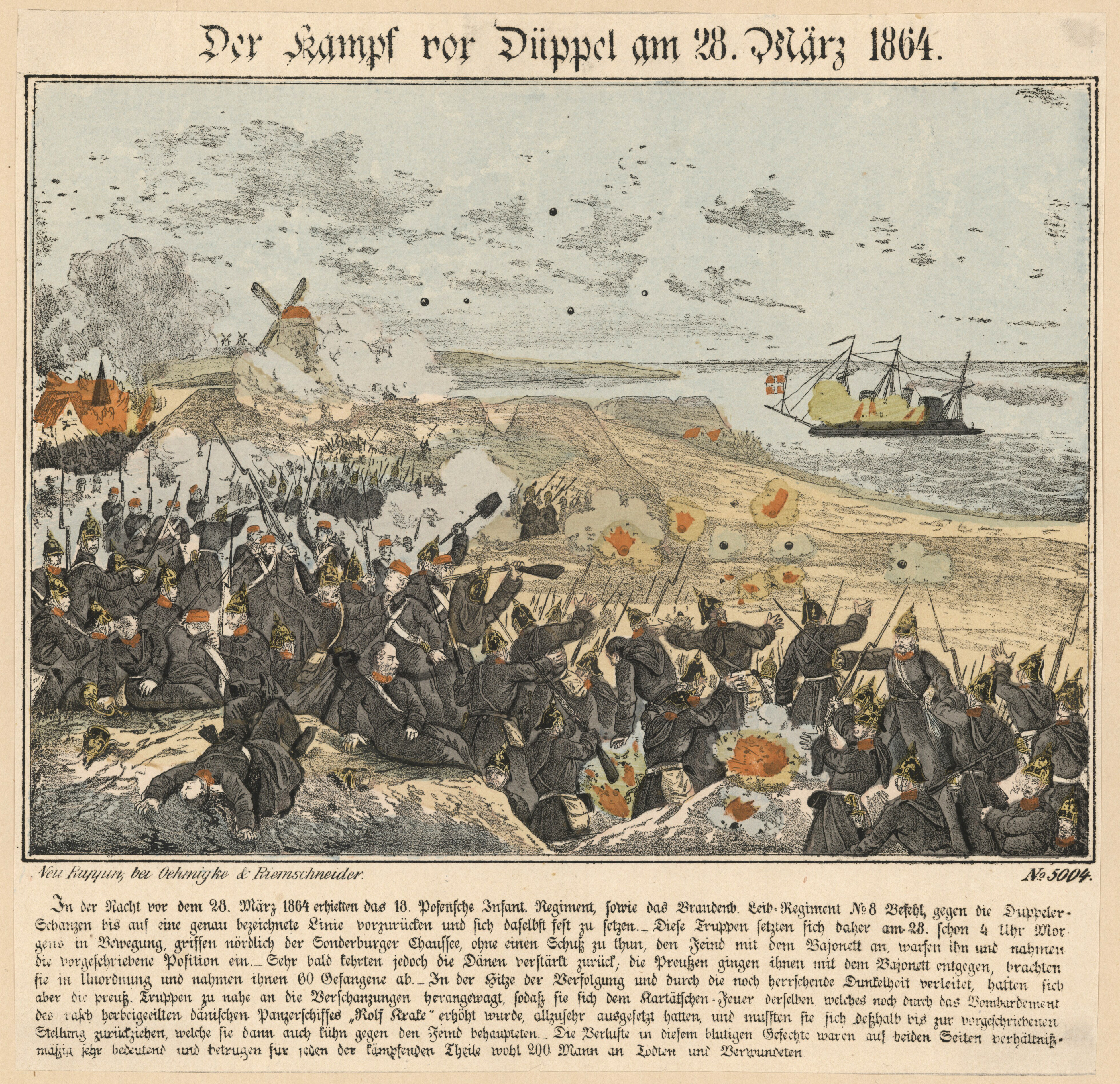
„Der Kampf vor Düppel am 28. März 1864“;Kommentiertes und koloriertes Schlachtenbild (Einblattdruck), Oehmigke & Riemschneider „No. 5004“; Sammlung Schleswig-Holsteinische Landesbibliothek

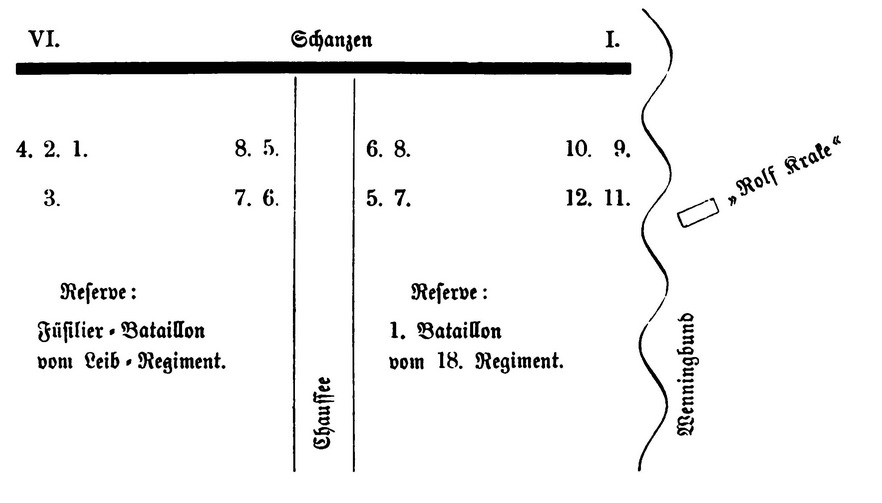
Eine Skizze Theodor Fontanes zeigt die preußische Aufstellung vor den Düppeler Schanzen am 27./28. März 1864; rechts ist im Wenningbund (einem Teil der Flensburger Förde) das dänische Panzerschiff Rolf Krake eingezeichnet.

Ein erster Sturm auf die Schanzen erfolgte in der Nacht auf Ostermontag, den 28. März 1864. Das Ziel des um 3 Uhr nachts beginnenden preußischen Überraschungsangriffs war es, die dänischen Vorposten vor den südlichen Schanzen I bis IV zu überrennen und so weit wie möglich an die Befestigungen heranzugelangen, um Terrain für die Aushebung von Belagerungsgräben zu gewinnen. Die Angriffstruppen wurden vom Brandenburgischen Leib-Grenadier-Regiment und vom Posenschen 18. Infanterie-Regiment gestellt. Die Dänen reagierten mit starkem Abwehrfeuer von den Schanzen herab und unternahmen nach Tagesanbruch auch kleinere Ausfälle. Als beträchtliche Störung auf dem rechten Angriffsflügel erwies sich das Kartätschenfeuer des dänischen Turmschiffs Rolf Krake von See her, da das Gelände den Preußen keinerlei Deckung bot und eine Abwehr nicht möglich war. Gegen 10 Uhr waren die Gefechte dennoch beendet, die Preußen hatten sich in den ehemaligen dänischen Vorpostenstellungen festgesetzt. Der Angriffszweck war damit im Wesentlichen erreicht, und in der folgenden Nacht wurde mit dem Bau der Gräben begonnen, was den Beginn der eigentlichen Belagerung markiert. Die Verluste bei dem Gefecht vom 28. März 1864 betrugen auf beiden Seiten jeweils etwas weniger als 200 Tote, Verwundete und Gefangene, beiderseits gerieten einige Dutzend Preußen und Dänen in Kriegsgefangenschaft.

### Preußische Angriffstruppen

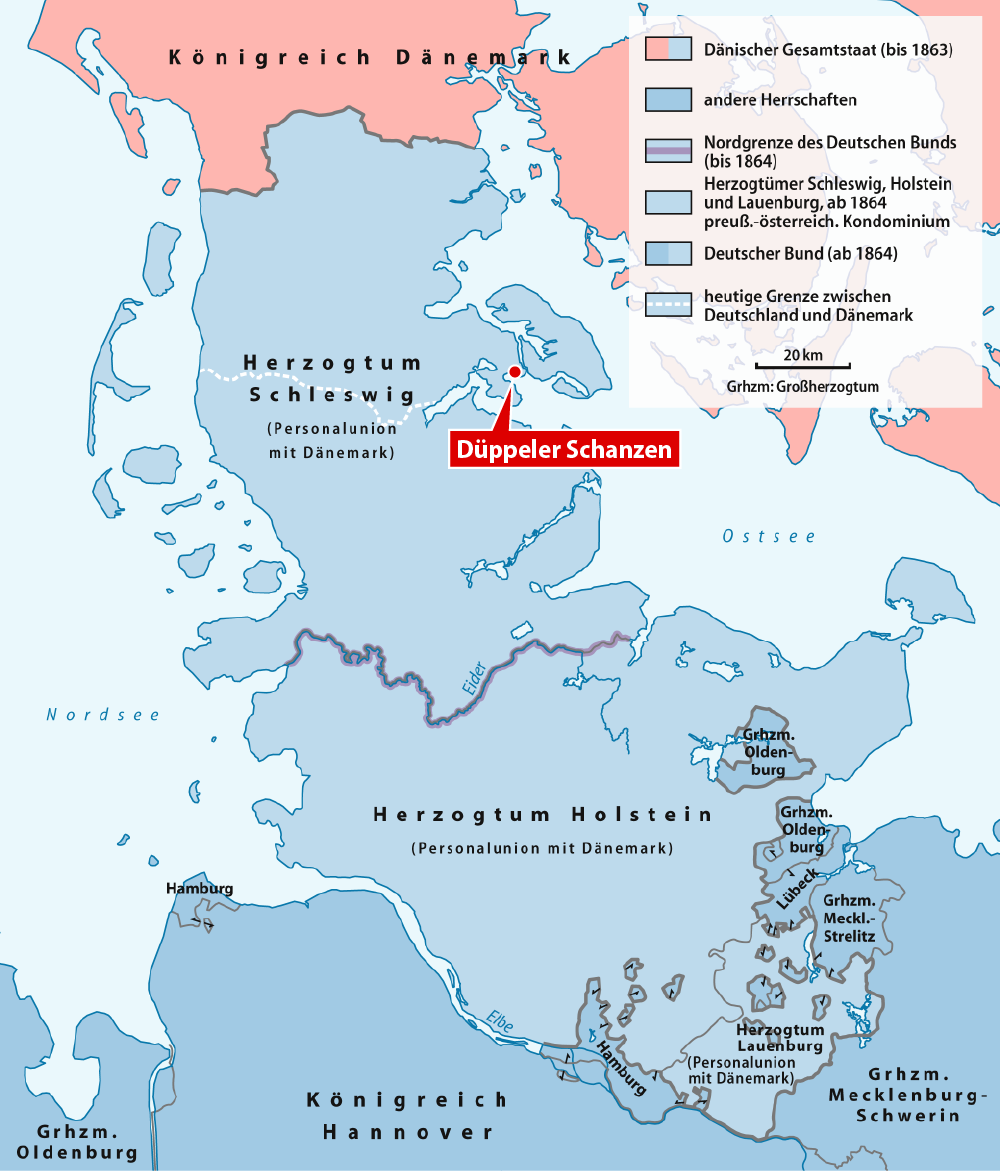
Lage der Düppeler Schanzen

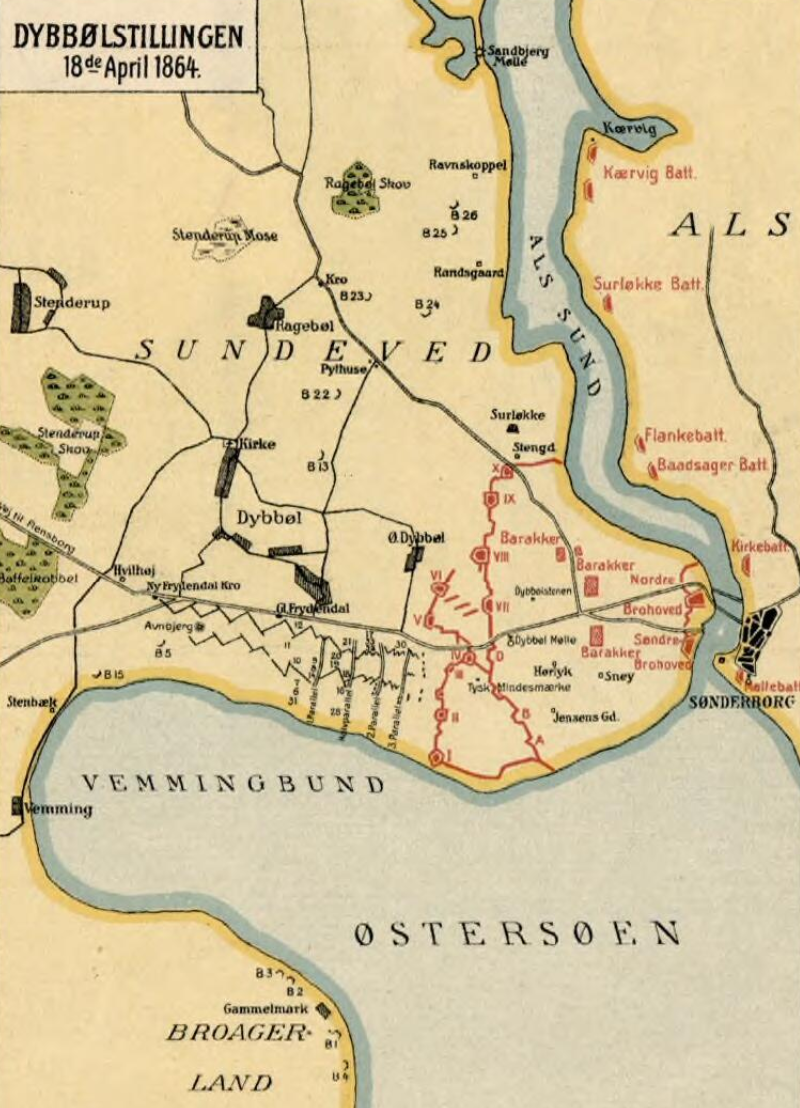
Dänisch beschriftete Lagekarte der Düppeler Schanzen und der preußischen Belagerungsstellungen im April 1864

In den parallel zur dänischen Schanzenlinie angelegten Grabenanlagen sammelten sich in den folgenden Wochen die preußischen Angriffstruppen:
6. Division, Generalleutnant Albrecht Gustav von Manstein
- 11. Brigade, Generalleutnant Philipp Carl von Canstein
  - Brandenburgisches Füsilier-Regiment Nr. 35, Oberst Elstermann von Elster
  - 7. Brandenburgisches Infanterie-Regiment Nr. 60, Oberst Ernst von Hartmann
- 12. Brigade, Generalmajor Julius von Roeder
  - 4. Brandenburgisches Infanterie-Regiment Nr. 24, Oberst Emil von Hacke
  - 8. Brandenburgisches Infanterie-Regiment Nr. 64, Oberst von Kamienski

13. Division, Generalleutnant Adolph von Wintzingerode
- 25. Brigade, Generalmajor Friedrich von Schmid
  - 1. Westfälisches Infanterie-Regiment Nr. 13, Oberst August von Witzleben
  - 5. Westfälisches Infanterie-Regiment Nr. 53, Oberst Gustav von Buddenbrock

- 26. Brigade, Generalmajor August von Goeben
  - 6. Westfälisches Infanterie-Regiment Nr. 55, Oberst Alexander Stoltz
  - 2. Westfälisches Landwehr-Regiment Nr. 15, Oberst Karl Johann von Alvensleben

Reserve:
- 10. Brigade, Generalmajor Eduard von Raven
  - 1. Brandenburgisches Infanterie-Regiment Nr. 8, Oberst Emil von Berger
  - 1. Posensches Infanterie-Regiment Nr. 18, Kommandeur Karl von Kettler

### Erstürmung am 18. April

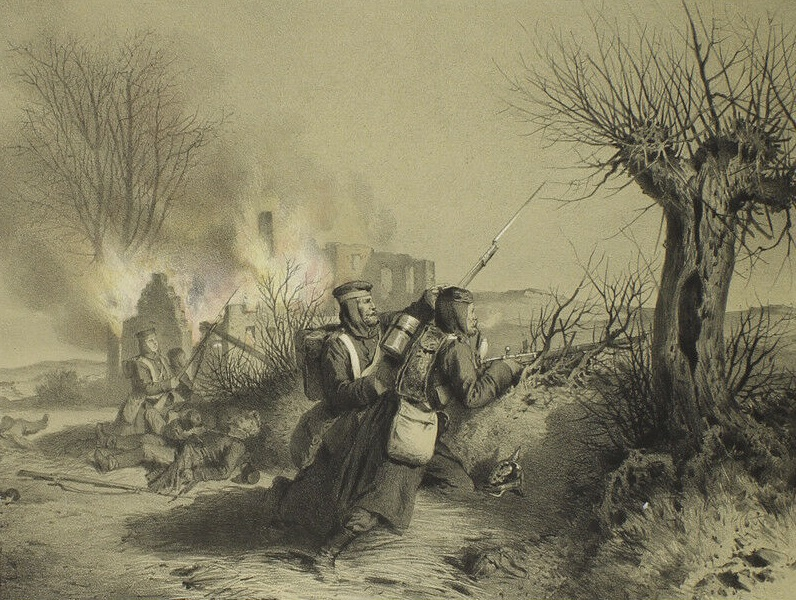
Preußische Truppen belagern die Schanzen

Am 18. April bezogen 37.000 Mann der preußischen Sturmkolonnen gegen 2 Uhr morgens ihre Stellungen, die nur etwa 200 Meter von den ersten dänischen Schanzen entfernt lagen. Nach stundenlanger Artillerievorbereitung entsprechend dem Angriffsplan von Colomier begann um 10 Uhr der Sturmangriff. Auch der Beschuss durch das Panzerschiff Rolf Krake mit seiner schweren Artillerie konnte die preußische Attacke nicht entscheidend behindern. In einer zweiten Stellungsreihe (nur rund 400 Meter von den dänischen Stellungen entfernt) hatten die Preußen vier Musikkorps unter Führung des preußischen Musikdirektors Gottfried Piefke zusammengezogen. Diese Musikkorps unterstützten die angreifenden Truppen durch das Spielen bekannter Märsche, u. a. wurde der von Piefke persönlich komponierte Düppeler-Schanzen-Marsch gespielt, wobei Piefke einer Legende zufolge der Taktstock durch eine Kanonenkugel entrissen worden sein soll, sodass er anschließend mit dem Degen weiter dirigierte.

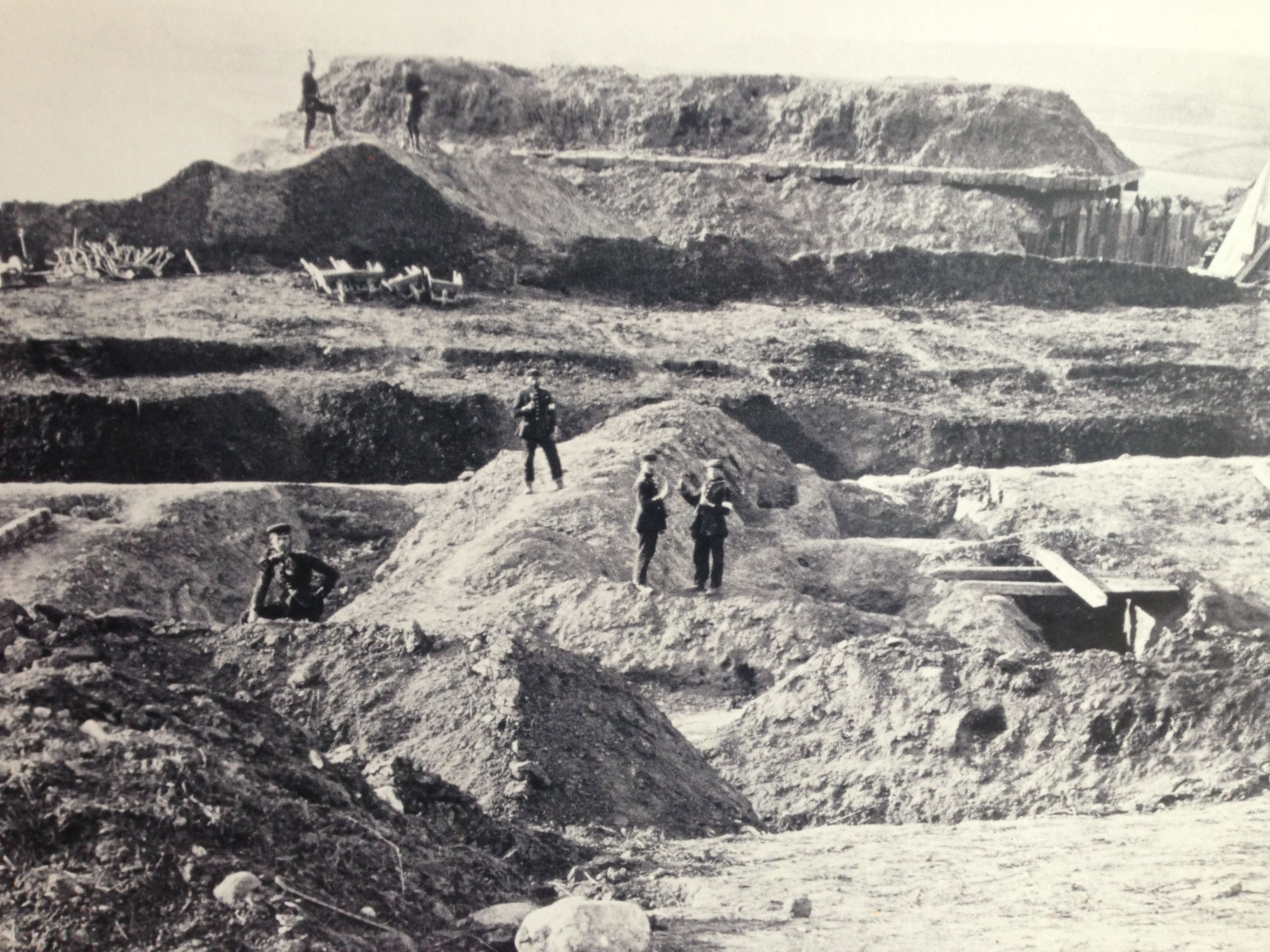
Preußische Soldaten nach der Schlacht auf den Schanzen (1864)

Schon 13 Minuten nach Angriffsbeginn hatte die preußische Infanterie die Schanzen der ersten Linie eingenommen, dann versteifte sich der dänische Widerstand, und es kam auch zu Gegenattacken. Die folgenden drei Stunden waren von verbissenen Kämpfen geprägt. Gegen 13:30 Uhr brach der letzte dänische Widerstand am Brückenkopf vor Sonderburg zusammen. 
In der Schlacht betrugen die Verluste an Gefallenen und Verwundeten etwa 1670 Soldaten auf dänischer und 1200 auf preußischer Seite, 3601 Dänen gerieten in Kriegsgefangenschaft. Unter den Toten war auch der preußische Generalmajor Eduard von Raven, der als erster preußischer General seit Gerhard von Scharnhorst an einer im Kampf davongetragenen Verwundung starb. Auch einer der dänischen Befehlshaber, der Generalmajor Claude du Plat, fiel bei Düppel.
Während der Schlacht an den Düppeler Schanzen nahmen erstmals Beobachter des Internationalen Roten Kreuzes an Kriegshandlungen teil, der Schweizer Chirurg Louis Appia auf preußischer, der niederländische Marinekapitän Charles van de Velde auf dänischer Seite.
Nach einer unbestätigten, im wilhelminischen Deutschland aber sehr populären Legende soll der Pionier Carl Klinke den Preußen zum Sieg verholfen haben, indem er – beladen mit einer Sprengladung und unter Ausrufen von „Ick bin Klinke. Ick öffne dit Tor.“ – auf die Befestigung zugestürmt sei und dann sich selbst mit der ersten Schanze in die Luft gesprengt habe.

### Ergebnis
Die dänischen Truppen erlitten eine schwere Niederlage gegen die zahlenmäßig weit überlegenen preußischen Truppen. Die dänische Hauptstreitmacht war nun auf der Insel Alsen isoliert und konnte nicht mehr in die Kämpfe um Jütland eingreifen. Damit war die Entscheidung zugunsten der verbündeten Preußen und Österreicher gefallen, auch wenn der Krieg noch einige Monate fortgesetzt wurde. Im Frieden von Wien musste Dänemark das Herzogtum Schleswig, das Herzogtum Holstein und das Herzogtum Sachsen-Lauenburg an Preußen und Österreich abtreten.

## Erinnerung

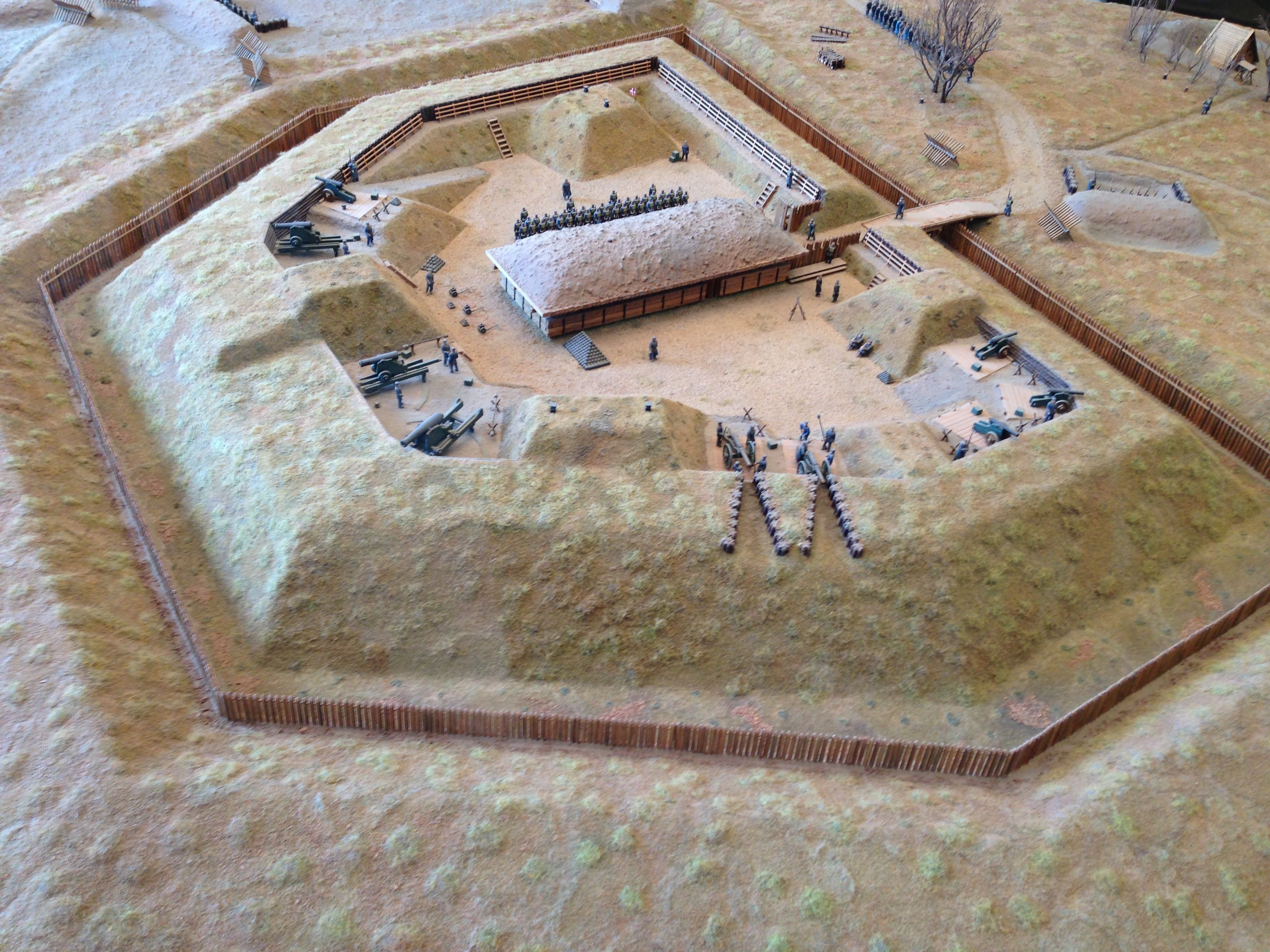
Modell der Schanzen in der Düppeler Mühle

Vielerorts in Dänemark und in mehr als vierzig deutschen Städten und Gemeinden erinnern Namen von Straßen, Plätzen und gastronomischen Betrieben an Ort und Ereignis der Schlacht.
Von den erbeuteten 119 dänischen Geschützen hängen 20 seit 1873 an der untersten Trommel der Siegessäule in Berlin.
Ab dem 13. Januar 1865 trug das dem Prinzen Friedrich Karl für seinen Einsatz verliehene Rittergut samt zugehörigem Forst bei Berlin den Namen Düppel. Er lebt als Name der Ortslage „Düppel“ in Berlin-Zehlendorf fort.
In den Jahren nach 1864 entstanden Lieder und Gedichte, die an den deutschen Sieg erinnern.

### Deutsche Siegesdenkmäler

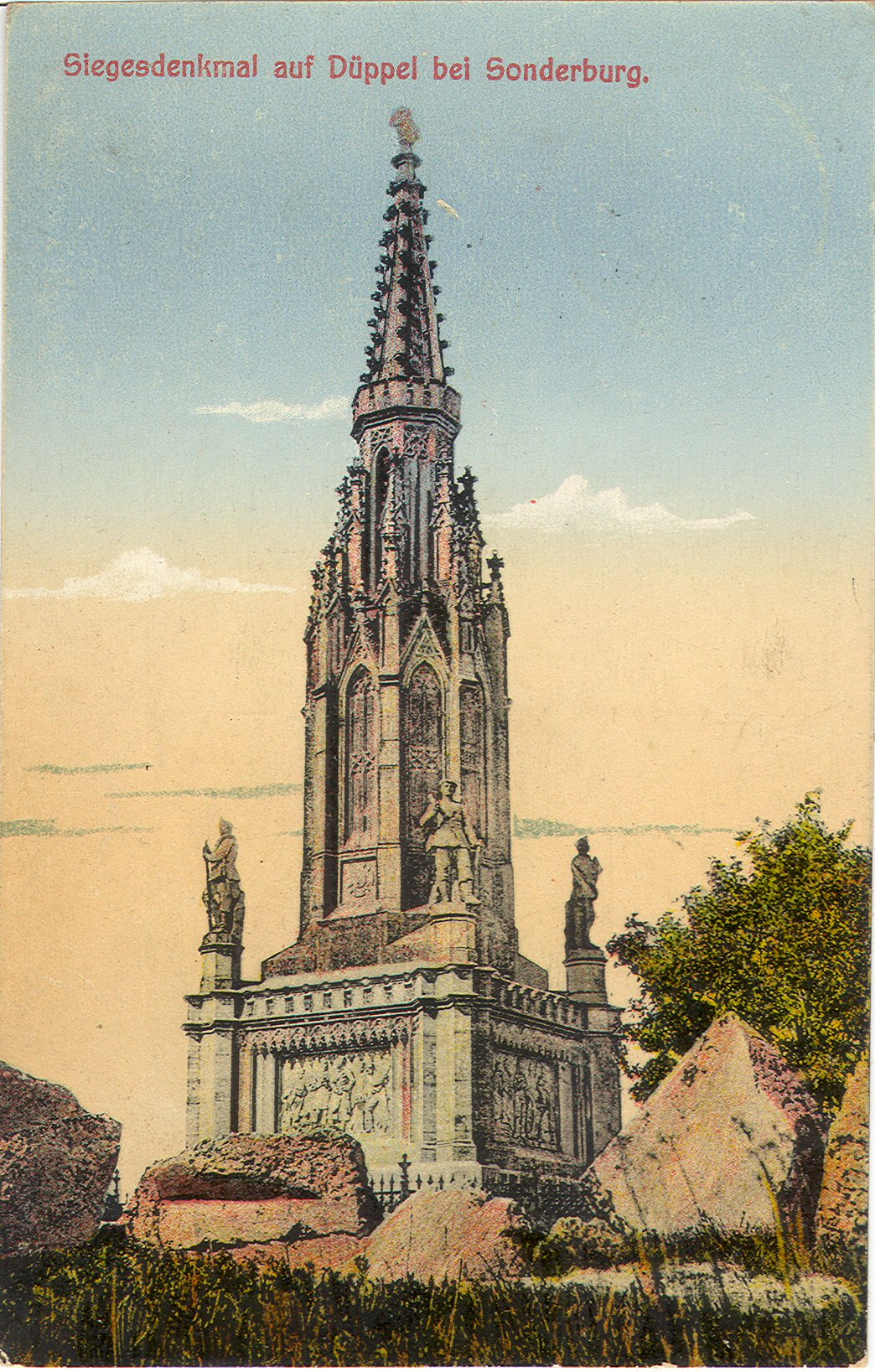
Siegesdenkmal von 1864 auf einer Ansichtskarte (1915)

Einem königlichen Erlass vom 18. Dezember 1864 folgend, wurde am 21. April 1865 im Beisein zahlreicher Ehrengäste der Grundstein für das  Düppel-Denkmal gelegt. Den Entwurf zum Siegesdenkmal hatte der Berliner Oberbaurat Heinrich Strack erstellt. Der Deutsche Krieg verzögerte den Baubeginn bis ins Jahr 1868. Nach der deutschen Reichsgründung wurde das 20 m hohe Denkmal im August 1871 in der Form einer gotischen Fiale vollendet. Die feierliche Enthüllung des Siegesdenkmals vollzog ein preußischer Regierungskommissar am 30. September 1872. An der Spitze des aus Granit und Obernkirchener Sandstein geschaffenen Denkmals war ein Reliefmedaillon von Wilhelm I. zu sehen. Ein zweites, ganz ähnliches Siegesdenkmal entstand bei Arnkiel auf Alsen.
Seit der Abtretung Nordschleswigs im Jahr 1920 lag das Denkmal in Dänemark. Im Mai 1945, acht Tage nach Ende des Zweiten Weltkriegs und der deutschen Besatzung Dänemarks, sprengten Dänen das Denkmal. Im Juni 1945 wurde auch das Arnkiel-Denkmal zerstört. Die Trümmer des Düppeler Denkmals wurden in einer nahegelegenen Mergelgrube vergraben. Ein Gerichtsbeschluss untersagte den damaligen und zukünftigen Besitzern der Grube, die Trümmer jemals wieder auszugraben. Erhalten blieb ein Sockelrelief, das im Museum Schloss Sonderburg ausgestellt ist.
Der Bismarckturm auf dem Knivsberg wurde im August 1945 gesprengt. Das daran angebrachte Bismarck-Standbild wurde bereits 1919 – vor der Volksabstimmung in Schleswig – auf den Aschberg (Schleswig-Holstein) verbracht.

### Nationales Gedenken in Dänemark
Jedes Jahr zum 18. April findet an den Düppeler Schanzen eine nationale Gedenkveranstaltung mit Kranzniederlegungen und einem historischen Volksfest statt, den Dybbøldagen. Dabei treten dänische Soldaten in historischen Uniformen von 1864 auf. 2002 nahmen neben Soldaten der Unteroffizierschule des dänischen Heeres erstmals auch deutsche Soldaten mit einer Ehrenformation an der Gedenkveranstaltung teil. Bereits am Vorabend wurde gemeinsam der legendären ‚heimlichen Verbrüderung‘ gegnerischer Soldaten am 17. April 1864 gedacht. Ab 2010 fand auch ein gemeinsamer Marsch nach den Kranzniederlegungen durch die Straßen statt. Der 140. Jahrestag der Schlacht im Jahr 2004 war ein besonderes Ereignis in Dänemark. Dies wurde 2014 noch durch einen Staatsakt überboten, als Dänemark am 18. April in Düppel im Beisein der dänischen Königin und internationaler Staatsgäste der Schlacht und ihrer Opfer gedachte. An der Feier nahmen über 15.000 Menschen teil. Die Zukunft des gemeinsamen dänisch-deutschen Gedenkens auf Düppel ist wegen zunehmender Vorbehalte dänischer Nationalisten allerdings ungeklärt. Zum 150. Jahrestag entfielen auf dänischen Wunsch das Auftreten uniformierter deutscher Soldaten in Gruppen und der gemeinsame Marsch.

### Museum auf dem Schlachtfeld

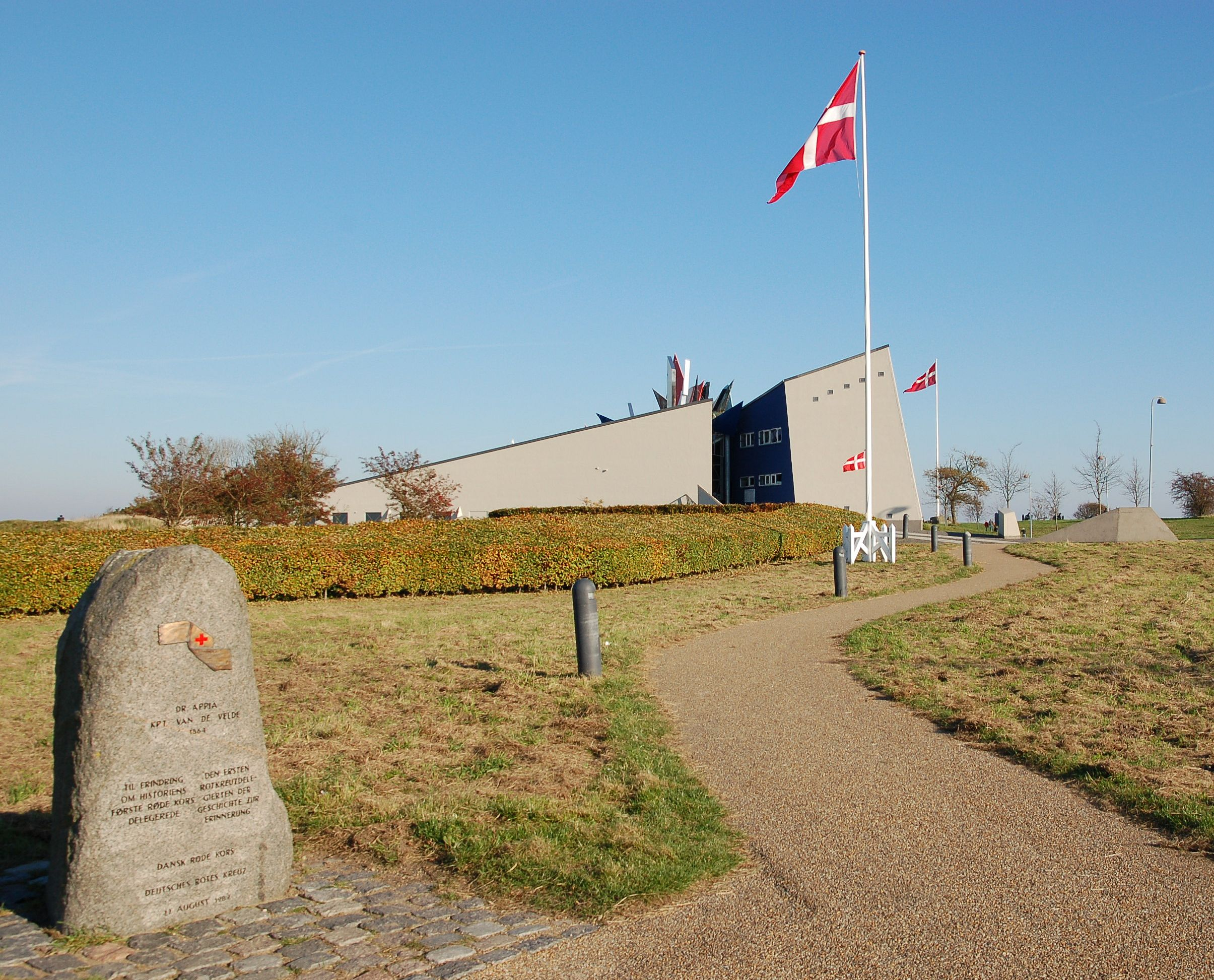
Historiecenter Dybbøl Banke

1992 wurde an den Düppeler Schanzen ein Geschichtszentrum eingeweiht, das in einer Dauerausstellung aus dänischer Sicht über die Vorgeschichte des Krieges und die Schlacht informiert.

## Film
- 1864 – Liebe und Verrat in Zeiten des Krieges (Originaltitel: 1864). Dänische Fernsehserie von 2014, die die Schlacht und deren Hintergründe thematisiert.